# Казальбуоно
Казальбуоно (італ. Casalbuono) — муніципалітет в Італії, у регіоні Кампанія, провінція Салерно.
Казальбуоно розташоване на відстані близько 330 км на південний схід від Рима, 140 км на південний схід від Неаполя, 95 км на південний схід від Салерно.
Населення — 1195 осіб (2014).

## Демографія
Населення за роками:

Станом на 1 січня 2023 року в муніципалітеті офіційно проживало 59 іноземців з 6 країн, серед них 44 громадяни країн Євросоюзу.

## Сусідні муніципалітети
- Казалетто-Спартано
- Лагонегро
- Монтезано-сулла-Марчеллана
- Санца